# Congrégation du Cono-Sur

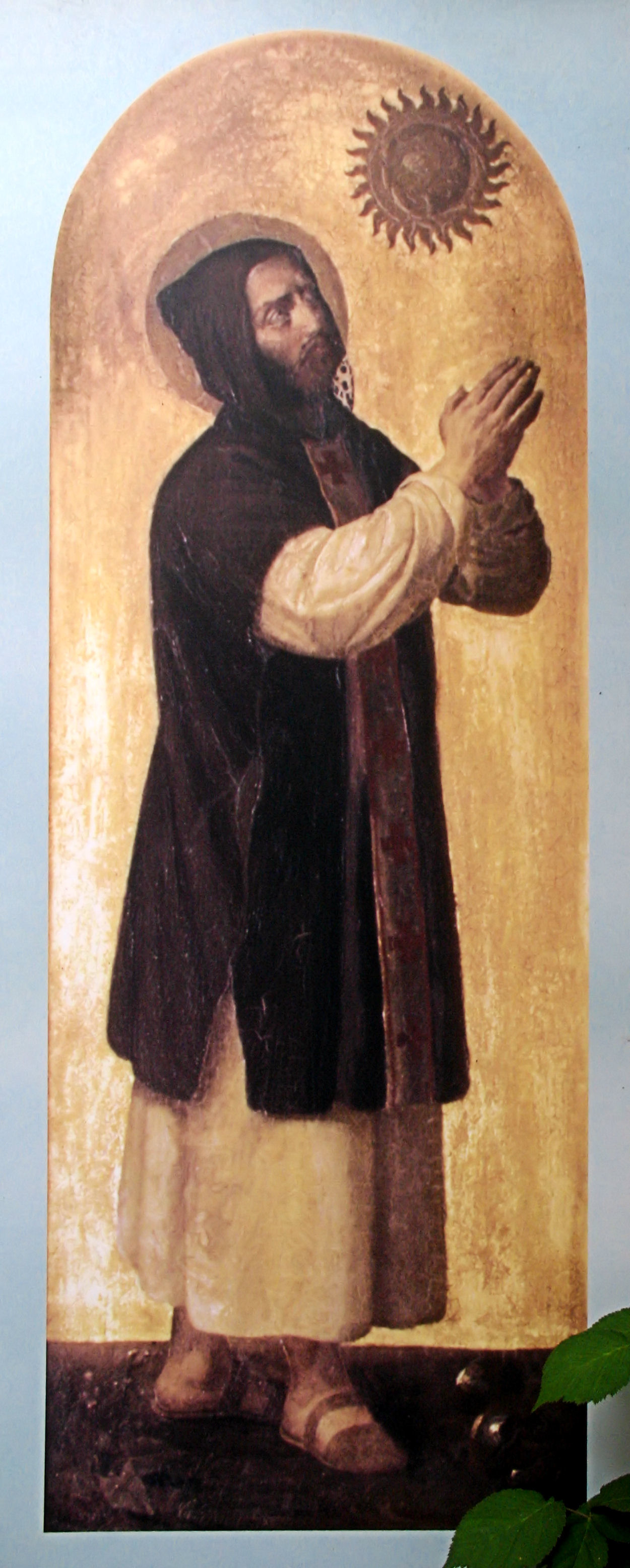
Saint Benoît

La congrégation de Cono-Sur (Cône sud) est une union d'abbayes et de maisons bénédictines hispanophones d’Amérique du Sud, aussi bien masculines que féminines, du continent sud-américain formée en 1966. Elle fait partie de la confédération bénédictine.
La congrégation intègre aussi des trappistes et cisterciens. Elle fait partie de l'Union monastique latino-américaine qui lui permet aussi de rencontrer les abbayes d'Amérique centrale et des Caraïbes (ABECCA), et la Commission intermonastique du Brésil (CIMBRA).
Cette congrégation est un organe de coordination, les maisons bénédictines étant autonomes.

## Liste des maisons

### Argentine
- Abbaye de l'Enfant-Jésus de Victoria
- Abbaye Saint-Benoît de Luján
- Abbaye Sainte-Scholastique de Victoria
- Abbaye de Los Toldos
- Abbaye du Christ-Roi d'El Simbión
- Monastère de l'Épiphanie de Buenos-Aires (Bénédictines missionnaires de Tutzing)
- Abbaye Notre-Dame-des-Anges d'Azul
- Monastère de la Mère-de-l'Unité (Santiago del Estero)
- Monastère de la Mère-du-Christ (Hinojo)
- Monastère Notre-Dame-de-la-Paix de San Agustín
- Monastère Notre-Dame-de-la-Fidélité de San Luis
- Abbaye Notre-Dame-de-l'Espérance de Rafaela
- Abbaye Gaudium Mariæ (San Antonio de Arredondo)
- Monastère de la Transfiguration de Los Toldos (Bénédictines missionnaires de Tutzing)

### Chili
- Monastère Saint-Benoît de Llíu-Llíu
- Abbaye de la Très-Sainte-Trinité de Las Condes
- Monastère Sainte-Marie de Miraflores
- Monastère Notre-Dame de Quilvo
- Monastère de l'Assomption (Mendoza de Rengo)
- Monastère Sainte-Marie de Rautén
- Monastère Notre-Dame de Chada

### Paraguay
- Mission de Tüpasy-Maria

### Uruguay
- Abbaye Sainte-Marie-Mère-de-l'Église (Casilla de Correo)
- Monastère de la Pascua